# Île d'Ambre
L'île d'Ambre est une île située à proximité de la côte nord-est de l'île principale de la république de Maurice. Elle constitue un parc national du pays.

## Toponymie
L’île d’Ambre fut ainsi nommée par les premiers colons, les Hollandais, qui y trouvèrent de l’ambre gris de cachalot.

## Dernier dodo
C’est sur cette île qu’aurait été aperçu le dernier dodo en 1662 par Volkert Evertsz après le naufrage de son navire le Arnhem (en).

## Observation des tortues
Les environs de L’île d’Ambre sont bordés de mangrove, écosystème surtout formé de mangliers, arbre dont les racines sortent de l’eau et façonne de mini labyrinthes aquatiques. Cette habitat abrite oiseaux, insectes, poissons et est favorable au développement des bébés tortues.
Deux espèces se reproduisent sur place et font l’objet d’une protection : la tortue verte et la tortue bec de faucon. Trois autres espèces passent à proximité des côtes et peuvent être observées de façon plus rare : la tortue luth, la tortue olive et la tortue carrée.

## Île d'Ambre dans la littérature
Elle servit de refuge aux 9 survivants à la suite du naufrage du navire Saint-Géran dans la passe juste en face de l'île le 18 août 1744. Un drame à l’origine de la trame narrative du célèbre roman de Bernardin de Saint-Pierre, Paul et Virginie. L'épave fut retrouvée en 1966 par hasard. Un monument, nommé monument Paul et Virginie, est érigé le 20 août 1944 à Poudre d'Or, en face de l'île, pour commémorer ce naufrage.